# コンバット・ラバー・レイディング・クラフト

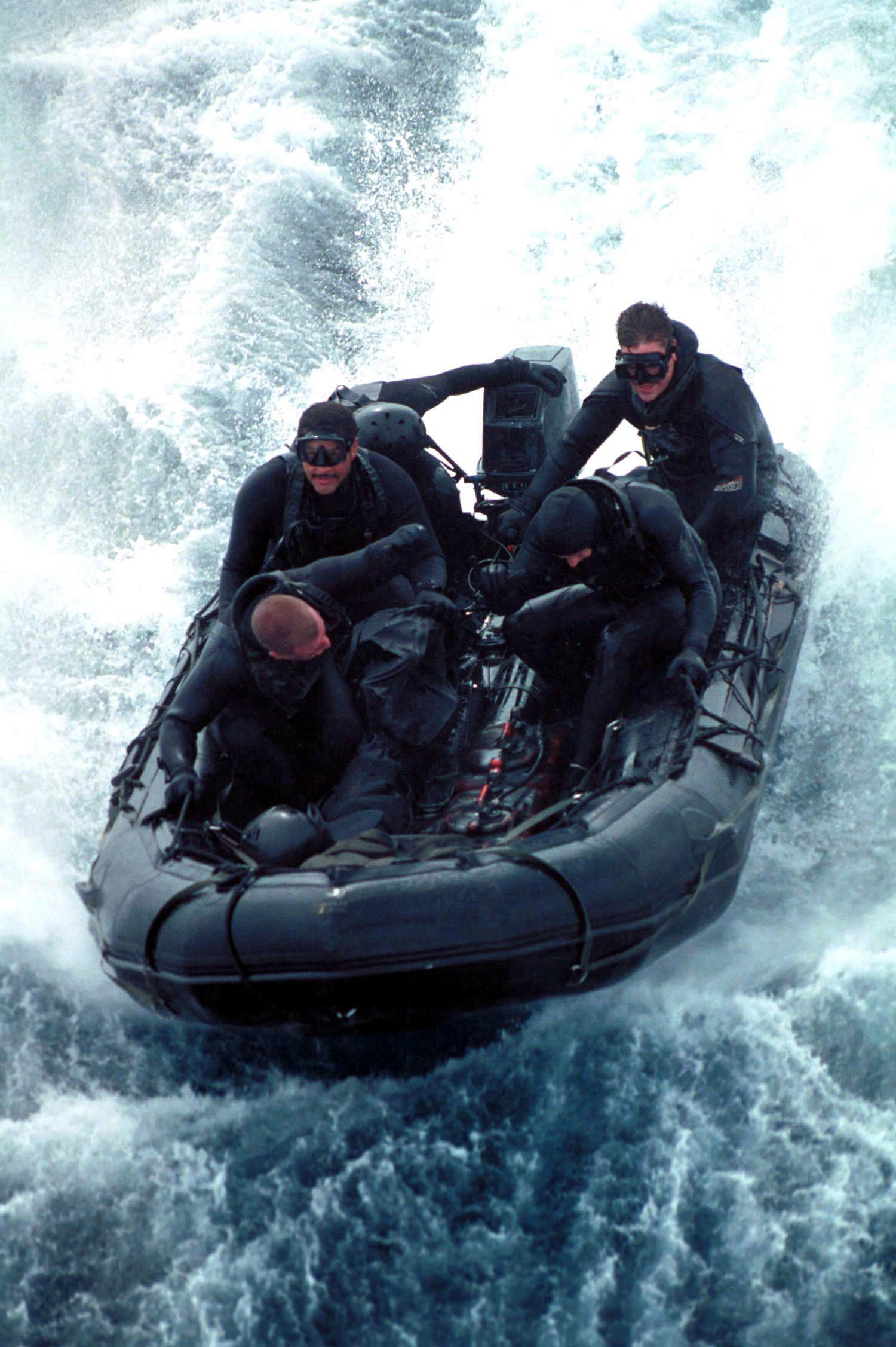
演習においてSEAL チーム 5所属のNavy SEALsが乗船したCRRC（2000年）

コンバット・ラバー・レイディング・クラフト（Combat Rubber Raiding Craft, CRRC）は、アメリカ合衆国の海軍特殊部隊Navy SEALsや海兵隊などが装備するラバー製のインフレータブルボートである。コンバット・ラバー・リコネッサンス・クラフト（Combat Rubber Reconnaissance Craft）と呼ばれることもあり、自衛隊では「戦闘強襲偵察用舟艇」と呼称する。
製造元のゾディアックボート社はインフレータブルボートや複合型ゴムボート（硬質な船底部を備えたゴムボート）を手広く取り扱っており、ゾディアック（Zodiac）はポップカルチャーにおいてCRRCの代名詞にもなっている。

## 機能
CRRCは、軽武装の上陸部隊や偵察班を見通し外からビーチや桟橋、沖合の施設や大型船舶に移動させることができる。CRRCは足踏みポンプやコンプレッサー、CO2タンクなどを使って数分で膨らませることができ、沿岸部や各種船舶から発進させることができる。さらに、ロックアウト・チャンバーやドライデッキ・シェルターを備えた航空機や潜水艦からも展開可能である。軽量かつコンパクトで高い汎用性を持ち、大きな浮力のため多少荒れた海でも安全で、ステルス性も兼ね備えるなど、多くの利点がある。
CRRCには独立した気密区画が8つある。そのうち5つは主艇体（舷縁にあたる）に設けられており、内部がバルブのついた仕切りで区切られて相互に繋がっている。これにより、1つの気密区画から空気が漏れても艇全体の浮力が失われることはない。さらに、両舷の舷縁の下部に1つずつスピードスケグ（speed skags）と呼ばれる気密区画が設けられており、乗員に対してクッションの役割をするとともに艇体の空気漏れに備えた予備浮力を確保している。最後の1つは艇体底部の前後方向に設けられたキールチューブで、艇底をV字形にすることで方向安定性を高めるとともに衝撃を吸収する役割を果たしている。艇尾には船外機取り付け用の木製の梁が設けられている。デッキ（実際には床）は4枚の嵌め合い構造のアルミ板で組み上げられ、艇首側の突き板と艇尾の梁で固定される。艇体内部に剛構造を持たせることで船外機のパワーを受け止めるようになっている。

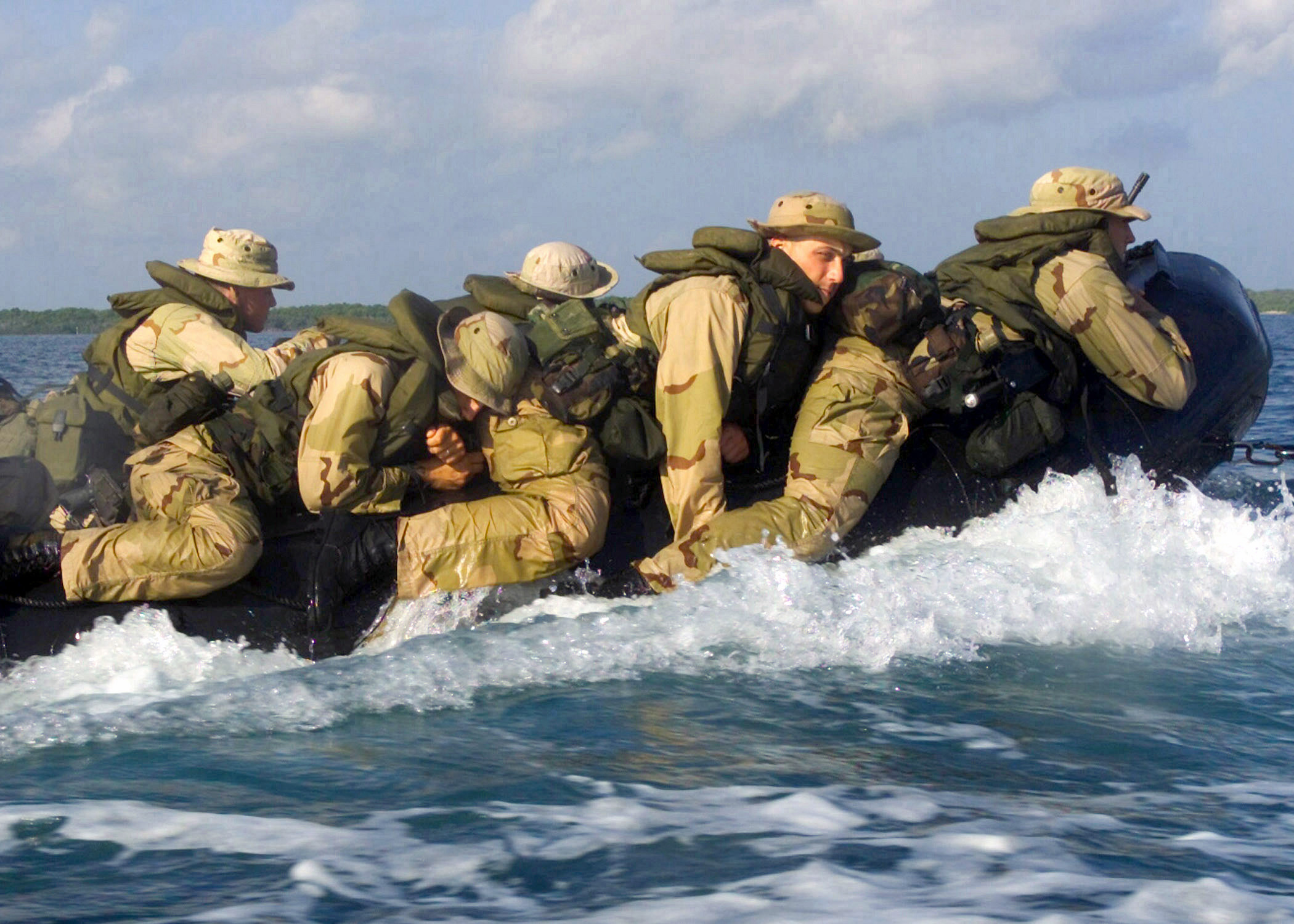
CRRCに搭乗して上陸訓練を行う第2海兵師団第2海兵連隊所属の海兵隊員（2003年）

CRRCは船外機1台（2台の構成も可能）と取り外し可能なアルミ製デッキプレートまたは巻き取り式の薄いデッキ、パドル、艇を係留したり転覆時に復元する際に用いる丈夫な艇首を備えており、すぐに使用できるようになっている。
艇首には足踏みポンプや係留索などの備品を収めるストレージバッグと、フレキシブルホースを介してエンジンに燃料を供給する容量6ガロンまたは18ガロンの燃料バッグが備え付けられている。空気を抜いて巻き上げれば、CRRC本体や備品類は小型ピックアップトラックの荷台に簡単に収めることができる。軍用CRRCではほとんどの場合55馬力2ストロークエンジンとポンプジェット推進装置が用いられる。水中の障害物や潜水士などの水中要員と接触して損傷したり負傷させたりするリスクを低減するため、ポンプジェット推進装置にはカバー付きインペラが採用されている。
艇尾には特別に訓練を受けた艇長が座り、船外機の操舵アームを操作して操船する。艇長は乗船チームの指揮官とみなされ、作戦に最終的な責任を持つ。これは、チーム内に艇長より階級が上位のメンバーがいる場合でも同様である。艇長の向かいには他艇からの手信号を中継し、必要に応じて艇長の補助を行う副操舵手が座る。チームは6名の突入班と艇長、副操舵手で構成される。突入班は敵に発見されるのを防ぐため艇縁に跨がって横たわり、姿勢を低く保つ。これは、デッキ上に武器や装備品を置いたり、必要であれば追加の燃料バッグを置くスペースを確保するためでもある。
CRRCには防弾性がまったくないため、主に夜間の隠密・奇襲作戦に用いられる。しかし、ゾディアックボート社は世界初のインフレータブル防弾システムであるアーマーフレート（Armor Flate）を提供している。これは、40秒で展開でき、CRRCにも適用できる。Advanced Materials & Composites News 誌によれば、2002年6月18-20日にバージニア州ノーフォークのリトルクリーク海軍両用戦基地で開かれた"Multi-Agency Craft Conference"で実演が行われたという。
ゾディアックボート社はF470などのCRRCを軍隊以外にも提供しており、法執行機関や捜索救難、愛好家からも引き合いがある。

## 仕様
- 全長：4.7m（15'5"）
- 全幅：1.9m（6'3"）
- 乾燥重量：146kg（322lb）
- エンジン質量：110kg（243lb）
- 最大乗員数：10名
- 最大積載量（燃料含む）：1,250kg（2,756lb）
- 航続距離：積載量による